# Szaijúki (film)
A Szaijúki (西遊記; Hepburn: Saiyūki, ’Nyugati utazás’) 1960-ban bemutatott japán animációs musical, amely a Toei Animation gyártásában készült a Nyugati utazás című kínai regény és Tezuka Oszamu Boku no Szon Gokú című mangája alapján. Egy darabig tévesen azt feltételezték, hogy Tezuka rendezte a filmet, de később ezt cáfolta, állítása szerint csak egy alkalommal volt a stúdióban, amíg a reklámfotókat elkészítették. Tezuka valójában konzulensként segítette mangája feldolgozását és reklámarcként vett rész a film elkészítésében, azonban felkeltette az érdeklődését az animáció iránt.
A Szaijúki japán bemutatója 1960. augusztus 14-én volt. Az Egyesült Államokban Alakazam the Great címmel, 1961. július 26-án került a mozikba az American International Pictures forgalmazásában. Több európai országban, így Spanyolországban, Olaszországban, Németországban és Portugáliában is bemutatták.

## Cselekmény
Szon Gokú egy fiatal és bátor majom (makákó), akit a többi majom arra ösztönöz, hogy legyen a királyuk. Miután elfoglalja a trónt, goromba és önkényes lesz, s úgy gondolja, hogy az emberi teremtmények nem különbek nála. Arra kényszeríti Merlint, a varázslót, hogy tanítsa meg neki a mágiát. Merlin figyelmezteti Szon Gokút, hogy az erők, amiket megszerez, később egyre több boldogtalanságot hoznak rá.
Szon Gokú olyan arrogánssá válik, hogy elveszti varázserejét és úgy dönt, hogy felmegy a Madzsucu országba (a mennybe) kihívni Saka njórait. Saka njóraitól azonban vereséget szenved. Büntetéseként Szanzó hósi testőreként kell szolgálnia egy zarándokúton, hogy megtanulja az alázatot, az irgalmasságot és megtanuljon bölcsen harcolni. Szon Gokú végül megtanulja a leckét és egy igazi hős válik belőle.

## Szereplők
| Szereplő                              | Japán hang        | Angol hang                            |
| ------------------------------------- | ----------------- | ------------------------------------- |
| Szon Gokú (Alakazam)                  | Komijama Kijosi   | Peter Fernandez Frankie Avalon (ének) |
| RinRin (DeeDee the Monkey)            | Sindó Noriko      | Dodie Stevens                         |
| Csohakkai (Sir Quigley Broken Bottom) | Kinosita Hideo    | Jonathan Winters                      |
| Sagodzsó (Max Lulipopo)               | Sinoda Szecuo     | Arnold Stang                          |
| Szanzó hósi (Prince Amat)             | Szekine Nobuaki   | N/A                                   |
| Saka njórai (King Amo)                | Takeda Kunihisza  | N/A                                   |
| Kanzeon boszacu (Queen Amass)         | Ozaki Kacuko      | N/A                                   |
| Sorjo (Filo Fester)                   | Siraszaka Micsiko | N/A                                   |
| Gjúmaó (King Gruesome)                | Ivao Kinsiró      | N/A                                   |
| Raszecudzso (Queen Gruesome)          | Kato Tamae        | N/A                                   |
| Kinkaku daió (Herman Mcsnarles)       | Kavakubo Sigeru   | N/A                                   |
| Ginkaku daió (Vermin Mcsnarles)       | Kazamacuri Súicsi | N/A                                   |
| Merlin                                | N/A               | N/A                                   |
| narrátor                              | –                 | Sterling Holloway                     |

 megjegyzés: Zárójelben az amerikai változat szereplőnevei láthatók.

## Filmzene
A film nyitótémája, az Ore va Szon Gokú (Ore wa Son Gokū) Szantó Akiko előadásában hallható.

## Amerikai változat
Az Egyesült Államokban Alakazam the Great címmel, 1961. július 26-án került a mozikba az American International Pictures forgalmazásában. Az amerikai változatban néhány jelenetet erősen megvágtak, emellett Les Baxtert kérték fel egy új filmzene komponálására. VHS-en először az HBO/Cannon Video jelentette meg az 1980-as években, 1995-ben pedig az Orion Home Video is kiadta VHS-en a normál és a szélesvásznú változatot egyaránt, a szélesvásznút pedig LD-n is. 2014. május 27-én jelentették be, hogy a DVD- és BD-kiadást tervebe vették, habár a film online megtekinthető a Netflixen.

## Fogadtatás
A film Észak-Amerikában a magas marketingkiadások és az erős promóció ellenére nem teljesített jól. Geoffrey Warren, a Los Angeles Times újságírója így írt róla: „meleg, szórakoztató és izgalmas… valóban kitűnő művészmunka”. Az 1978-as The Fifty Worst Films of All Time (Minden idők ötven legrosszabb filmje) című könyvbe azonban bekerült a Szaijúki is.